# Пржегорлинский, Александр Александрович
Алекса́ндр Алекса́ндрович Пржегорли́нский (30 апреля 1972, Ростов-на-Дону) — священнослужитель Русской православной церкви. Преподаватель Богословского факультета Царицынского православного университета преподобного Сергия Радонежского. Клирик храма преподобного Сергия Радонежского в Волгограде.

## Биография
Родился 30 апреля 1972 года в Ростове-на-Дону. В 1989 году окончил среднюю школу N° 96 в Ростове-на-Дону и поступил в Новочеркасское высшее военное командное Краснознамённое училище связи, которое окончил в 1993 году по специальности «Инженер по эксплуатации средств связи». После окончания воевал в Чечне в должности начальника связи в офицерском звании. Принимал участие в боевых действиях. Награждён медалью «За отвагу».
В 1995 году поступил в Волгоградское епархиальное духовное училище, которое окончил в 1996-м. В том же году был зачислен студентом Богословского факультета Царицынского православного университета, который окончил в 2000 году с отличием.
В 2000 году направлен в Московскую духовную академию.
В 2001 году по защите диссертации присвоена степень кандидата богословия.
В 2007 году в Волгоградском государственном университете защитил диссертацию на соискание степени кандидата исторических наук. Тема исследования: «Идейно-политические процессы в Византии на рубеже XIII—XIV вв.: митрополит Феолипт Филадельфийский и его наследие». Занимал должность заведующего кафедрой богословия.
25 марта 2007 года митрополитом Волгоградским и Камышинским Германом возведён в сан священника.
С 2007 по 2017 год — декан богословского факультета Царицынского православного университета.
Сфера научных интересов: богословие Нового Завета, раннехристианская письменность, христианская аскетика. Многократный соорганизатор ежегодной международной научной конференции «Мир Православия». Член волгоградского Общества любителей византийской истории.

## Научные работы
- Пржегорлинский А. А., свящ. Византийская Церковь на рубеже XIII—XIV вв. Деятельность и наследие св. Феолипта, митрополита Филадельфийского. СПб., 2011.
- Пржегорлинский А. А. Антиарсенитские трактаты св. Феолипта Филадельфийского // Мир Православия. Вып. 5. Волгоград, 2004. С. 124—134.
- Пржегорлинский А. А. Арсенитская схизма в изображении св. Феолипта Филадельфийского и личность Феолипта в свете его противостояния арсенитам // Мир Православия: Сборник статей. — Вып. 4. — Волгоград, 2002. — С. 51-76.
- Пржегорлинский А. А. Митрополит Филадельфии Феолипт и византийская Церковь его времени // ΣΤΡΑΤΗΓΟΣ. Сборник статей в честь Владимира Васильевича Кучмы / отв. редактор С. Н. Малахов; сост. Н. Д. Барабанов. Армавир, 2008. С.126-159.
- Пржегорлинский А. А. Исихия как «призвание каждого христианина» в писаниях св. Феолипта и в традиции поздневизантийского исихазма // Мир Православия: Сборник статей. — Вып. 6. — Волгоград, 2006. С. 187—203.
- Пржегорлинский А. А. Особенности интерпретации св. Феолиптом Филадельфийским библейского повествования о грехопадении // Проблемы теологии: Вып. 3: Материалы Третьей международной богословской научно-практической конференции, посвящённой 80-летию со дня рождения протопресвитера Иоанна Мейендорфа (2-3 марта 2006 г.): В 2 ч. Екатеринбург, 2006. — Ч. 2. С. 98-103.
- Пржегорлинский А. А., священник. Святые Афанасий I Константинопольский и Феолипт Филадельфийский: или беспристрастное единомыслие? // Мир Православия: Сборник статей. — Вып. 7. — Волгоград, 2008. — С. 99-106.
- Пржегорлинский А. А. Реалии ремесленного труда и трудовая дидактика в поздневизантийской проповеди (на примере гомилий Феолипта Филадельфийского) // Известия высших учебных заведений. Северо-Кавказский регион. Серия: общественные науки. Ростов-на-Дону. 2007.
- Пржегорлинский А. А. Жизнь и учение Святителя Феолипта Филадельфийского. Волгоград, 2000.
- Пржегорлинский А. А. Священное Писание в творениях Св. Феолипта Филадельфийского. Волгоград, 1999.
- Феолипт Филадельфийский, святитель. Антиарсенитские трактаты / Пер. с др.-греч., примеч. А. А. Пржегорлинского // Мир Православия: Сб. ст. Волгоград: Изд-во ВолГУ, 2004. Вып. 5. С. 134—163.